# Melzerův pomník
Melzerův pomník stojí v Jizerských horách, asi 1 km před vodní nádrží Bedřichov, jejíž stavba probíhala v letech 1903–1905.

## Historie
Při výstavbě přehrady byla také vybudována úzkokolejná železnice, pomocí níž se na stavbu dopravoval materiál. Dne 19. srpna 1905 přinesl pokladník na stavbu dělníkům výplatu. Cestou ho doprovázel četník Robert Melzer. Ten se při zpáteční cestě rozhodl použít vagon úzkokolejky, kterým ovšem lidé nesměli jezdit. Při stoupání se vůz utrhl a četník zraněním dne 23. srpna v nemocnici v Liberci podlehl.

## Dostupnost
Pomník je dostupný po zelené turistické značce z Bedřichovského sedla k vodní nádrži Bedřichov. Nedaleko vede také trasa NS Lesy Jizerských hor.

## Okolí
V okolí se nachází další pomníky – např. Lichteneckerův kříž, Stammelův kříž, kříž Dagmar Spinové, Klogertův kámen, či Johneho pomník.